# Tlučná
Tlučná je obec v okrese Plzeň-sever v Plzeňském kraji. Leží při západním okraji Plzně. Žije v ní přibližně 3 400 obyvatel.

## Poloha
Tlučná se nachází asi deset kilometrů západně od Plzně v údolí Vejprnického potoka. Vsí prochází železniční trať Plzeň–Domažlice a silnice II/180 z Plzně do Nýřan, jižně od vsi vede dálnice D5 z Prahy do Norimberku. Tlučná sousedí na západě s městem Nýřany, na východě s vesnicí Vejprnice, na jihu se vsí Líně a na severní straně jsou nejbližšími vesnicemi Myslinka, Kozolupy a Vochov.

## Název
Původní název vsi byl Tlucná, později však byla přejmenována na Tlučnou, protože ve stejném okrese se nacházela jiná ves stejného jména. Původ názvu obce pochází ze slova tluč, což je staročeské slovo pro nahrubo roztlučené obilí (šrot). Právě odtud pochází klasy ve znaku obce.

## Historie
Kdy přesně byla Tlučná založena, není známo. První písemná zmínka pochází z roku 1115, kdy Tlučná byla majetkem kladrubského kláštera. Od roku 1367 část Tlučné patřila chotěšovskému klášteru. Sídlili zde také drobní vladykové, první je jmenován roku 1361 Oldřich z Tlučné, významnější byl Rupert z Tlučné nazývaný roku 1408 rytířem. Od roku 1549 zde sídlil Jiřík Strojetický ze Strojetic. Tomu se 1575 konečně podařilo vykoupit celou ves z chotěšovského panství. Posledním Strojetickým, který v Tlučné sídlil byl Jan Jindřich, který zemřel bez potomků roku 1646. V té době už vlastnil statky v Cebivi a Křimicích, kde byla reprezentativnější sídla a tlučenská tvrz už ztratila rezidenční funkci. Ves se stala až do roku 1850 součástí panství Křimice.
Původní středověký dvůr nahradila ve druhé polovině 16. století nová renesanční tvrz. Stavba byla v šedesátých letech 20. století modernizována a upravena pro bydlení. V restituci byl dvůr vrácen původním majitelům, ale po požáru roku 1995 byla stará tvrz koncem 20. století zbořena. Ze dvora se zachovala barokní sýpka, která je naopak opravena a moderně využívána. Zbytek dvora byl využit pro bytovou výstavbu. 
Většího rozvoje se dočkala po roce 1855, kdy se zde začalo těžit černé uhlí, a také po vybudování železnice z Plzně do Domažlic v roce 1860. Těžba uhlí byla ukončena v polovině devadesátých let 20. století.
V roce 2019 došlo k podpisu smlouvy o partnerství a spolupráci s bavorskou obcí Floß. V tomtéž roce získala obec Tlučná, 2. místo a ocenění Modrá stuha v soutěži Vesnice roku 2019 v Plzeňském kraji za společenský život v obci.

## Obyvatelstvo
V roce 1825 měla Tlučná 222 obyvatel a 30 domů. Do roku 1938 tak vzrostl počet obyvatel na 3 480 žijících v 386 obydlích, později počet lidí v obci opět poklesl. V současnosti je obec vesnicí příměstského charakteru s trvale rostoucím počtem obyvatel, v roce 2005 jejich počet znovu přesáhl hranici 2 500, v roce 2012 v obci žilo přes tři tisíce obyvatel. Tlučná byla s počtem 3357 obyvatel k 1. lednu 2024 třetí nejlidnatější obcí v Plzeňském kraji, která nemá status města (první byly Vejprnice a druhá Zruč–Senec). O vzdělání dětí se stará Základní škola s mateřskou školou Tlučná.
| Rok            | 1869 | 1880 | 1890  | 1900  | 1910  | 1921  | 1930  | 1950  | 1961  | 1970  | 1980  | 1991  | 2001  | 2011  | 2021  |
| -------------- | ---- | ---- | ----- | ----- | ----- | ----- | ----- | ----- | ----- | ----- | ----- | ----- | ----- | ----- | ----- |
| Počet obyvatel | 571  | 746  | 1 038 | 1 355 | 1 605 | 1 843 | 2 182 | 2 173 | 2 680 | 2 633 | 2 432 | 2 241 | 2 317 | 3 036 | 3 295 |
| Počet domů     | 46   | 55   | 76    | 96    | 135   | 158   | 289   | 460   | 510   | 524   | 526   | 592   | 634   | 768   | 836   |

## Obecní správa

### Obecní symboly
Znak a vlajka byly obci uděleny rozhodnutím předsedy Poslanecké sněmovny Parlamentu České republiky dne 18. června 2003.

## Pamětihodnosti
- Zemědělský dvůr s kapličkou
- Barokní boží muka z roku 1711[11]
- Pomník Mistra Jana Husa (2006)
- Východně od obce je patrné mohylové pohřebiště z doby římské
- Jihovýchodně od obce se zřejmě nacházelo neopevněné sídliště, které ještě nebylo historicky datováno

## Osobnosti
- Narodil se zde Josef Walter (1815–1890), český pedagog a ředitel učitelských ústavů v Praze a Jičíně.
- Pavel Soukup, atlet (běžec na 800 m) v roce 1995 získal bronzovou medaili na halovém mistrovství světa

### Starostové
- 1850 Jan Soukup
- 1881 Antonín Hauer
- 1896 Jiří Würfl
- 1901 Josef Melichar
- 1905 Antonín Hauer
- 1908 Petr Hauer
- 1919 František Tráva
- 1938 Josef Kouřil
- 6. 6.1945 revoluční MNV Antonín Soukup
- 3. 8. 1945 František Tauš
- 1951 Jaromír Beran
- 1971 Jan Votruba
- 1980 Josef Kučera
- 1991 Alena Dudová
- 1994 Jiří Tomášek
- 1998 Stanislav Volf[12]
- 2018 Jan Opl[13]

## Galerie

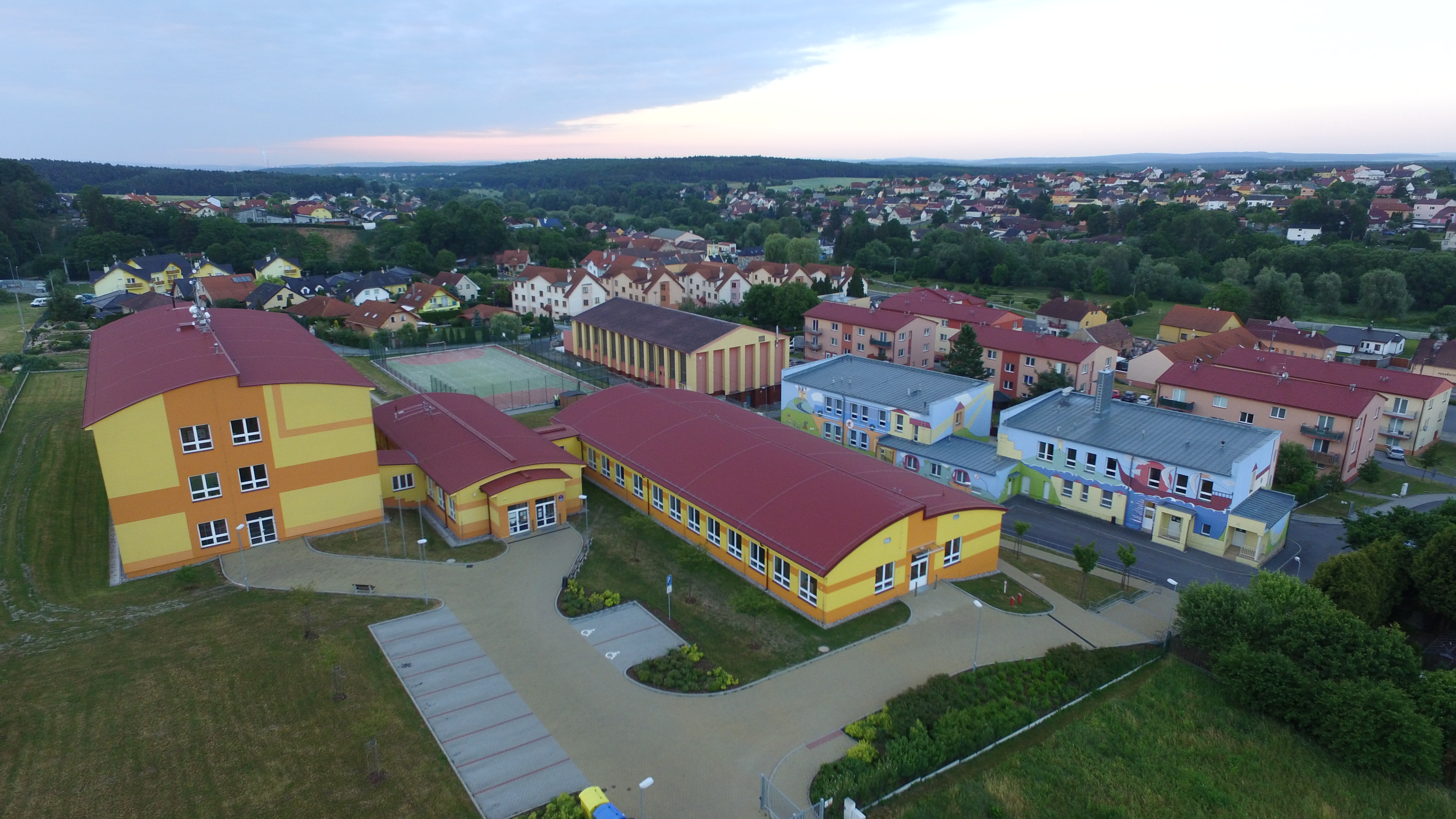
Základní a mateřská škola
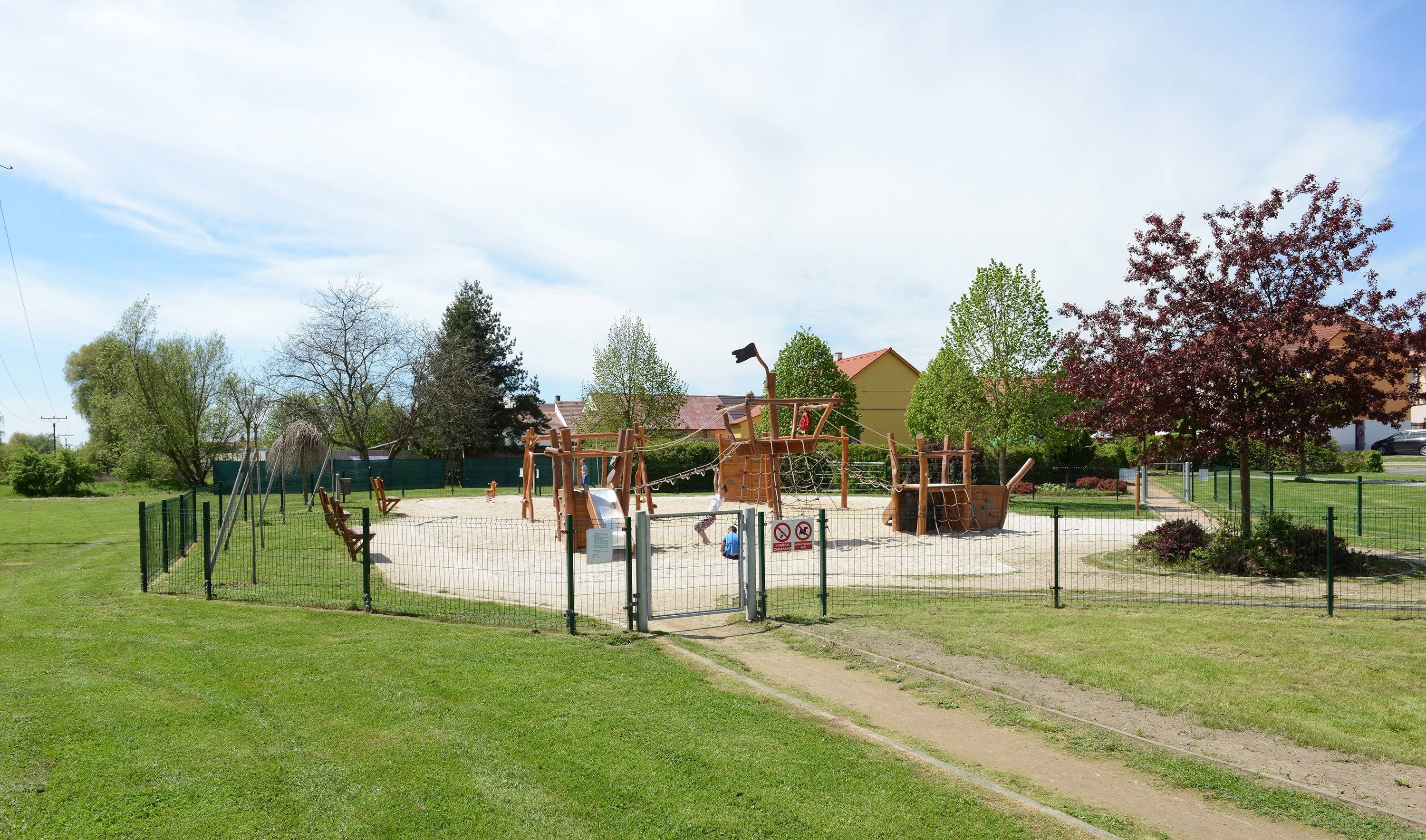
Dětské hřiště
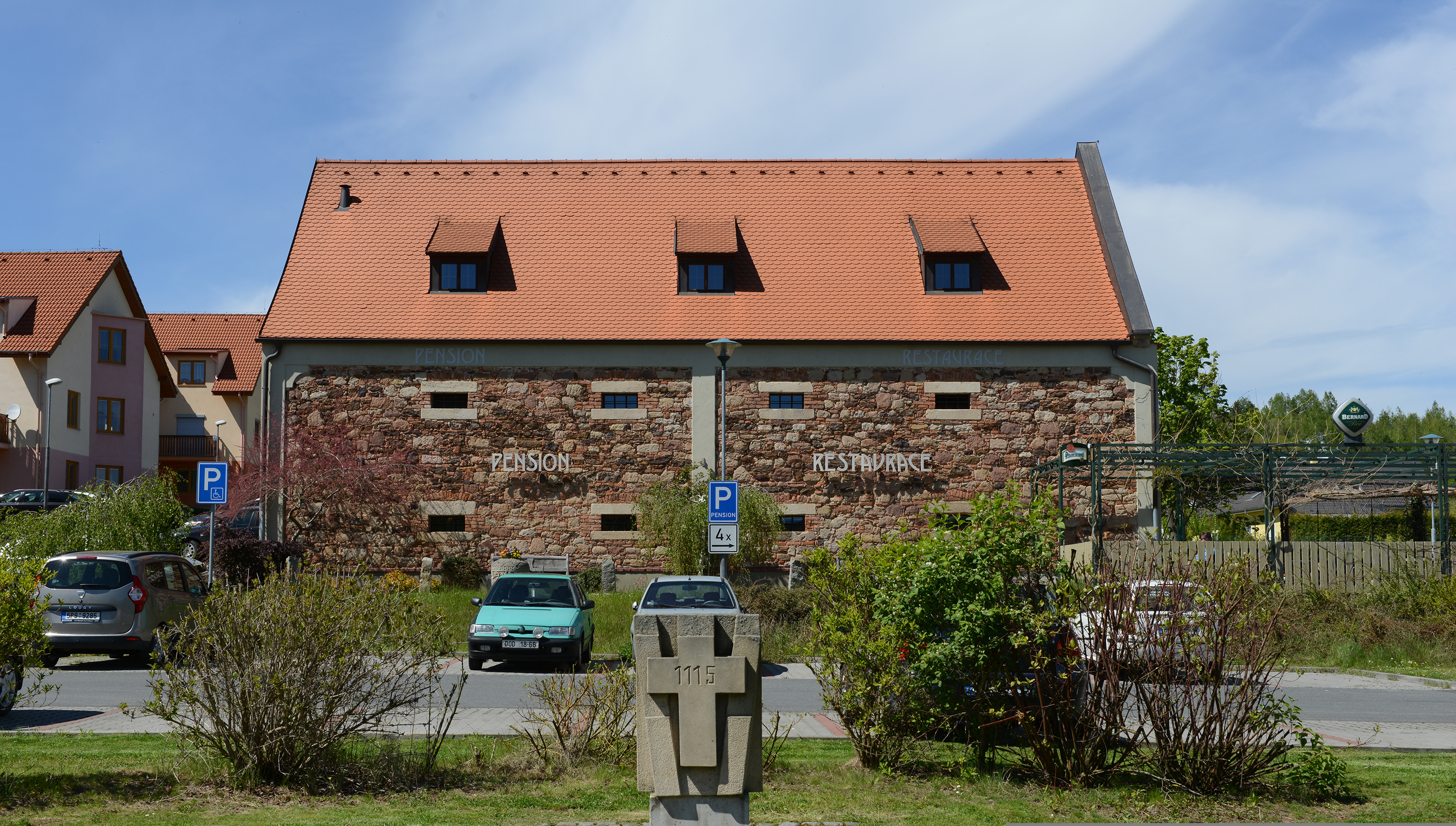
Barokní špejchar